# 2009년 히어로즈/서울 히어로즈 시즌
2009년 히어로즈 / 서울 히어로즈 시즌은 히어로즈 구단이 (서울) 히어로즈라는 이름을 쓴 마지막 시즌이다. 구단의 정식 명칭은 연고지 명을 따서 서울 히어로즈였으나, 모기업이 없는 상황이라 통상적으로는 '히어로즈'라는 팀명을 사용했다. 김시진 감독이 팀을 이끈 첫 시즌으로, 지난 시즌에 이어 2년 연속으로 송지만이 주장을 맡았는데 히어로즈 김시진 초대 감독은 한때 고향팀 삼성 2군감독 물망에 올랐으나  후배 감독에게 짐이 된다는 이유로 고사했다. 팀은 8팀 중 정규시즌 6위에 그쳐 2년 연속으로 포스트시즌 진출에 실패했다.

## 코치 및 프런트
- 구단주 : 박세영
- 구단주 대행 : 차길진
- 대표이사 : 이장석
- 대주주 : 이장석
- 단장 : 조태룡
- 기술고문 : 박용진
- 수석코치 : 이광근
- 투수코치 : 정민태
- 타격코치 : 이명수
- 수비코치 : 백인수
- 주루코치 : 홍원기
- 배터리코치 : 정인교
- 불펜코치 : 김필중
- 2군 감독 : 윤학길
- 2군 투수코치 : 조규제
- 2군 타격코치 : 김응국, 심재학
- 2군 수비코치 : 김성갑
- 2군 재활코치 : 정명원
- 기술이사 : 주성노
- 스카우트팀장 : 고형욱, 주성노
- 스카우트 : 서한규
- 수석트레이너 : 이지풍
- 트레이너 : 안영태
- 매니저 : 설종진, 장정석
- 전력분석원 : 김동우
- 원정기록원 : 김민범
- 마케팅팀 사원 : 박성문
- 장내아나운서 : 김은실
- 응원단장 : 심윤섭
- 불펜 포수 : 류대국, 원강산

## 타이틀
- 월드 베이스볼 클래식 은메달: 장원삼, 이택근
- 세계야구선수권대회 국가대표: 윤학길(코치)
- 성구회 헌액: 전준호 (1969년)
- KBO 골든글러브: 이택근 (외야수)
- 오마이스포츠 선정 팀 창단 10주년 기념 베스트 라인업: 클락 (좌익수), 이택근 (중견수)
- 스포츠조선 선정 프로야구 루저팀: 송신영 (구원투수)
- 올스타전 승리팀상: 서군 올스타
- 올스타 선발: 이택근 (외야수), 브룸바 (지명타자)
- 올스타전 추천선수: 이현승, 황재균
- 컴투스프로야구2022 타이틀홀더 라인업: 황재균 (3루수), 이택근 (중견수), 브룸바 (지명타자)
- 출장(타자): 강정호, 황재균 (133)
- 출장(야수): 강정호, 황재균 (133)
- 선발 출전(야수): 황재균 (133)
- 실질타석: 황재균 (602)
- 타수: 황재균 (536)
- 2루타: 강정호 (33)
- 어시스트: 강정호 (439)
- 견제 아웃: 유선정 (3)

### 퓨처스리그
- 퓨처스 올스타: 장시환, 유선정, 이성재, 전민수
- 3루타: 전민수 (7)
- 완봉: 김세현, 이대환 (1)

## 선수단
- 선발투수 : 이현승, 장원삼, 마일영, 김수경
- 구원투수 : 이보근, 오주원, 강리호, 송신영, 배힘찬, 조용훈, 전준호 (1975년), 신철인, 노환수, 김세현, 이대환, 임창민, 이동학, 이정호, 이상열, 김성현, 장시환
- 마무리투수 : 황두성, 전유수, 조용준
- 포수 : 김동수, 강귀태, 허준, 손승현, 유선정
- 1루수 : 이숭용, 강병식, 장영석, 오재일, 조중근
- 2루수 : 김민우, 김일경, 권도영, 유재신
- 유격수 : 강정호, 김지수
- 3루수 : 황재균
- 좌익수 : 클락, 장민석, 조재호, 오윤
- 중견수 : 이택근, 정수성
- 우익수 : 송지만, 전민수
- 지명타자 : 브룸바, 전준호 (1969년)

### 1군 미출전 선수
- 투수: 고원준, 전인환, 곽동성, 민태호, 박승민, 박건우, 박민주
- 포수: 박동원, 김종민, 임태준, 조성원
- 내야수: 김종문, 위대한, 신현철
- 외야수: 박헌도, 전근표, 조평호, 김남형, 최현종, 이성재

## 여담
- 김종민은 현재까지 확인되는 선수 중 구단 사상 최초로 육성선수로 입단했다.
- 5월 15일 LG 트윈스와의 경기에서 17대 22로 패배했는데, 이 경기는 양 팀 합산 38타점 39득점으로 KBO 리그 역대 양 팀 합산 최다 득점 경기가 되었다. 또한, 팀은 이 경기에서 짐으로써 역대 단일 경기 최다 득점 패배 기록을 세웠다.
- 7월에 프로야구 구단 중 최초로 천하무적 야구단과 경기를 치렀다. 당시 감독 김시진이 선발 등판하였으며, 경기는 5:4로 승리했다.
- 정민태는 8월 2일에 구단 사상 최초의 은퇴식을 가졌다.
- 송신영은 9월 13일 한화 이글스와의 경기에서 (서울) 히어로즈의 마지막 세이브를 기록했다.
- 이현승은 9월 23일 두산 베어스와의 경기에서 (서울) 히어로즈의 마지막 승리투수가 되었다.
- 이보근은 9월 25일 KIA 타이거즈와의 경기에서 (서울) 히어로즈의 마지막 홀드를 기록했다. 다만 뒤이어 등판한 신철인이 역전을 허용한 데 이어 송신영이 추가 실점하여 팀은 패배했다.
- (서울) 히어로즈라는 팀명으로 치러진 마지막 경기는 9월 29일 LG 트윈스와의 경기였다. 이날 마지막으로 등판한 신철인이 (서울) 히어로즈의 마지막 패전투수가 되었다. 여담으로 이날 등판이 신철인의 프로 통산 마지막 등판이었다. 마지막으로 타석을 소화한 타자는 대타 강귀태였다.
- 김동수는 이 시즌을 끝으로 은퇴했는데, 통산 수비 WAR 19.56으로 KBO 리그 역대 최고 기록을 세웠으며, 만 40세 때부터의 누적 수비 WAR 0.73으로 최고 기록을 세웠다.
- 당시 구단 내 WAR 1위는 이택근(4.45), 최하위는 조중근(-0.63)이었다.
- 이숭용은 단일 시즌 규정 타석을 채운 KBO 리그 최고령 내야수가 되었다.
- 전준호(1969년)는 이 시즌을 끝으로 은퇴하여 KBO 리그 사상 월요일 경기 통산 최다 안타(82), 최다 도루 실패(14), 최다 희생타(11)를 기록한 선수가 되었다.
- 임창민, 전유수, 유재신, 전민수는 시즌 종료 후 경찰 야구단에 입대하여 구단 최초로 경찰 야구단에 입대한 선수들이 되었다.
- 12월 30일에 이택근을 LG 트윈스로 보내고, 박영복과 강병우, 그리고 38억 원을 받는, 팀 사상 최초의 트레이드를 진행했다.
- 원당 야구장이 2군 홈구장으로 사용된 마지막 시즌이다.